# Interglaciar Riss-Würm
| Glaciación/Interglaciación  | Inicio, en años |
| Periodo posglacial/Holoceno | 10.000 a. C.    |
| Glaciación Würm             | 110.000         |
| Interglaciar Riss-Würm      | 140.000         |
| Glaciación Riss             | 200.000         |
| Interglaciar Mindel-Riss    | 390.000         |
| Glaciación Mindel           | 580.000         |
| Interglaciar Günz-Mindel    | 600.000         |
| Glaciación Günz             | 850.000         |

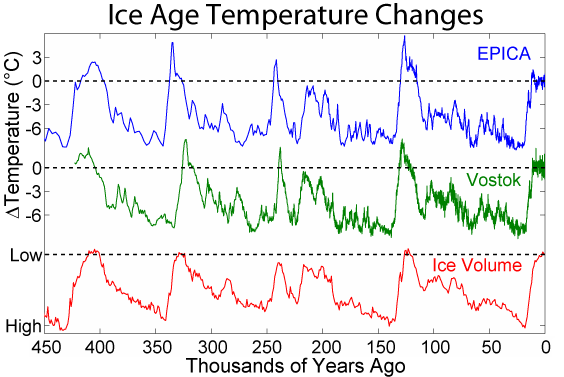
Cambios de temperatura en la Antártida durante los últimos ciclos glaciares/interglaciares de la actual era del hielo y una comparación con los cambios en el volumen de hielo global.

El Riss-Würm es un interglaciar también conocido como Ipswichiense en Gran Bretaña y Europa atlántica en general, Sangamoniense en Norteamérica y Eemiense en el norte de Europa, siendo el nombre Riss-Würm el que corresponde a la seriación climática alpina de Centroeuropa. Esta fase de clima templado tuvo lugar hace unos 140 000 años.
El interglaciar Riss-Würm pudo ser algo más cálido y húmedo que el clima holoceno, lo cual se sabe porque la extensión de los grandes bosques alcanzó un límite mucho más septentrional que el actual. Fue precedido por la glaciación Riss y es sucedido por el último periodo glaciar, el Würm.
En este periodo, tuvo lugar en Europa el apogeo del Musteriense, con la ocupación del hombre de Neanderthal.